# Gabonzwaluw
De gabonzwaluw (Atronanus fuliginosus synoniemen Petrochelidon fuliginosa en Hirundo fuliginosa) is een zangvogel die behoort tot de familie van de zwaluwen.

## Taxonomie
Het proces van naamgeving aan dit taxon is vrij ingewikkeld. De vogel werd in 1925 door de Amerikaanse dierkundige James Chapin beschreven. Hij gaf de vogel de geslachtsnaam Lecythoplastes en merkte daarbij op dat de vogel nauw verwant zou zijn aan soorten uit het geslacht Petrochelidon. Uit fylogenetisch onderzoek aan het DNA bleek dat de vogel lastig te plaatsen was in bestaande geslachten. Rond de eeuwwisseling werd duidelijk dat de vogel inderdaad het meest verwant was met soorten uit het geslacht Petrochelidon. Echter, het verenkleed, andere vormkenmerken en nestelgedrag kwamen niet overeen met dat van de andere soorten. Op grond van nader DNA-onderzoek, gepubliceerd in 2018, kwamen de auteurs tot de conclusie dit taxon in een apart geslacht Atronanus te plaatsen..

## Verspreiding en leefgebied
Deze soort komt voor in westelijk Afrika van zuidoostelijk Nigeria tot Gabon.